# Новокубанский
Новокуба́нский — хутор в Кочубеевском районе (муниципальном округе) Ставропольского края России.

## География
Расстояние до краевого центра: 57 км.
Расстояние до районного центра: 20 км.

## История
Хутор Новокубанский возник в 1922 году на месте лесного имения ногайского князя Уракова.
Полностью разрушен во время наводнения летом 2002 года и более не восстанавливался.
До 16 марта 2020 года входил в упразднённый Новодеревенский сельсовет.

## Население
| 1989 | 2002 | 2010 | 2012 | 2014 | 2021 |
| ---- | ---- | ---- | ---- | ---- | ---- |
| 168  | ↘14  | ↘0   | →0   | →0   | →0   |

По данным переписи 2002 года все жители хутора — русские.

## Культовые сооружения
На территории бывшего хутора находится общественное открытое кладбище площадью 3 тыс. м².